# 谢尔戈
谢尔戈（法語：Cierp-Gaud）是法国上加龙省的一个市镇，属于圣戈当区（Saint-Gaudens）圣贝阿县（Saint-Béat）。该市镇总面积13.9平方公里，2009年时的人口为883人。

## 人口
谢尔戈人口变化图示